# Mégrit
 Mégrit (en bretó Megrid) és un municipi francès, situat a la regió de Bretanya, al departament de Costes del Nord. L'any 2006 tenia 700 habitants. Limita al nord amb Plélan-le-Petit, a l'oest amb Trédias, a l'est amb Sévignac i al sud amb Trémeur.

## Demografia
| 1962                                       | 1968 | 1975 | 1982 | 1990 | 1999 |
| ------------------------------------------ | ---- | ---- | ---- | ---- | ---- |
| 725                                        | 776  | 721  | 702  | 654  | 645  |
| Des de 1962: població sense dobles comptes |      |      |      |      |      |

## Administració
| Període | Identitat      | Partit        |
| ------- | -------------- | ------------- |
| 2001-   | Patrick Boloré | Divers gauche |